# Politiezone Beringen/Ham/Tessenderlo
De Politiezone Beringen/Ham/Tessenderlo (zonenummer 5373) is een Belgische politiezone bestaande uit de gemeenten Beringen en Tessenderlo-Ham. De politiezone behoort tot het gerechtelijk arrondissement Limburg.
De zone wordt geleid door korpschef Geert Wouters.
Het hoofdcommissariaat van de politiezone is gelegen aan de Mijnschoolstraat 84 in Beringen.